# 羅德·布拉姆
羅德·布拉姆（Rod Blum；1955年4月26日—）是美國的一位政治人物。自2015年開始，他是愛奧瓦州第1選舉區選出的美國眾議院議員。他的黨籍是共和黨。布拉姆畢業於杜比克大學，主修財經。在踏入政壇之前，他曾經是一位商人。